# Star Trek: Starship Creator
Star Trek: Starship Creator es un videojuego de simulación basado en el universo Star Trek, lanzado en 1998 para Microsoft Windows y Mac OS por Simon and Schuster.
El título permite a los jugadores crear sus propias naves espaciales, asignarles una tripulación procedente del universo Star Trek, y enviarlas en misiones para evaluar su rendimiento. El juego fue diseñado con la ayuda de Michael Okuda, Denise Okuda, Rick Sternbach y Doug Drexler, responsables de muchas de las publicaciones técnicas basadas en la franquicia.